# Carex deserta
Carex deserta är en halvgräsart som beskrevs av Baltasar Merino. Carex deserta ingår i släktet starrar, och familjen halvgräs. Inga underarter finns listade i Catalogue of Life.